# Sault Sainte Marie, Michigan
Sault Saint Marie este o localitate, municipalitate și sediul comitatului Chippewa, statul Michigan, Statele Unite ale Americii.